# Erik Walther
Die Erik Walther GmbH & Co. KG ist ein deutsches Mineralölunternehmen mit Sitz in Schweinfurt.

## Geschichte

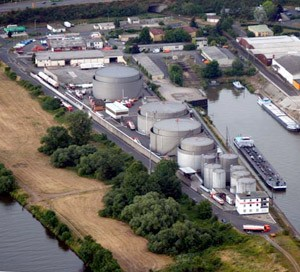
Hochtanklager und Firmenhauptsitz am Schweinfurter Mainhafen

Im Jahr 1934 eröffnete Erik Walther in Gera seine erste Tankstelle. Nach der Flucht nach dem Zweiten Weltkrieg wurde 1953 in Schweinfurt ein Neuanfang gemacht. Nach Eröffnung des neuen Schweinfurter Hafens am Main im Jahre 1963 siedelte sich das Unternehmen dort am nördlichen Kai an.
1988 zog sich der Gründer Erik Walther aus der Geschäftsführung zurück und übergab das Unternehmen der nächsten Generation.
Sein Schwiegersohn Ernst Linsner wurde Geschäftsführer.
Am 20. Februar 2003 verstarb Erik Walther im Alter von 90 Jahren.
Erik Linsner trat am 1. Oktober 2006 die Nachfolge seines Vaters Ernst Linsner an.
Mit Wirkung vom 1. Juni 2012 wurden Jürgen Rehl und Jürgen Lobig zu Geschäftsführern bestellt. Die beiden langjährigen Mitarbeiter übernahmen die Geschäftsführung von der Mitgesellschafterin Antje Fücks, die in der Zeit vom 1. Februar bis 31. Mai 2012 übergangsweise verantwortlich gezeichnet hatte.

## Tanklager
In Schweinfurt und Aschaffenburg existieren derzeit  zwei Hochtanklager. Fünf Außenlager gibt es in Gera, Neuhaus, Naila, Kulmbach und Sendelbach. Die Anlagen in Schweinfurt und Aschaffenburg wurden stetig erweitert.

## Binnenschifffahrt
Der Gesellschaft gehören inzwischen drei Tankmotorschiffe (TMS) und ein Tankschiffschubleichter (TSL): TMS Thüringen im Schubverband mit der TSL Marie Luise, TMS Friedrich Rückert und TMS Erik Walther. Über die Rhein-Main-Route befördern die Schiffe den Kraftstoff aus den innerdeutschen Raffinerien sowie aus den ARA-Häfen Antwerpen, Rotterdam und Amsterdam in die beiden Hochtanklager.

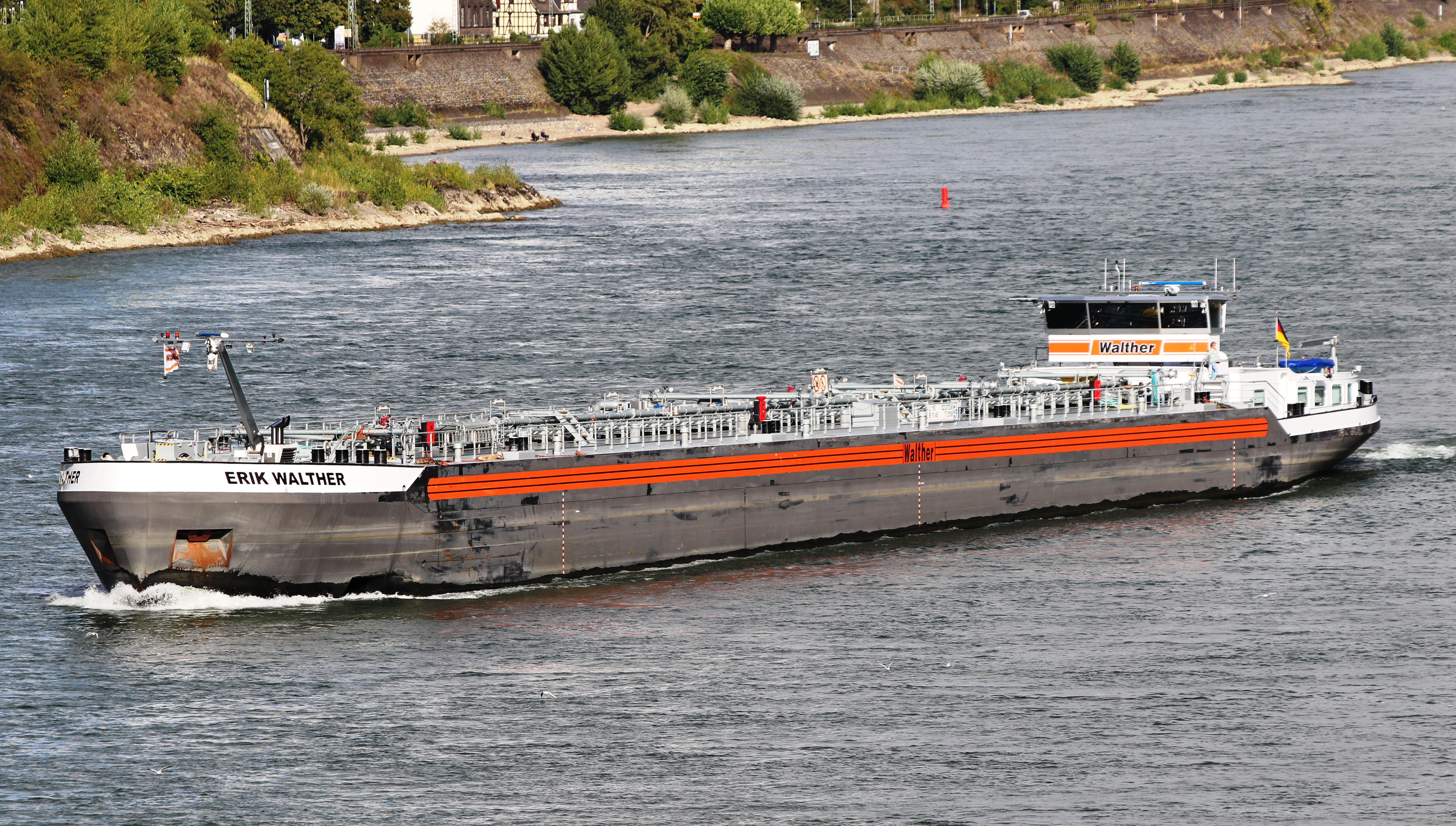
TMS Erik Walther (der Firma Erik Walther)

| Schiffsname           | Kapazität   |
| --------------------- | ----------- |
| TMS Erik Walther      | 2158 Tonnen |
| TMS Friedrich Rückert | 2100 Tonnen |
| TMS Thüringen         | 2244 Tonnen |
| TSL Marie Luise       | 1821 Tonnen |

## Tankstellen

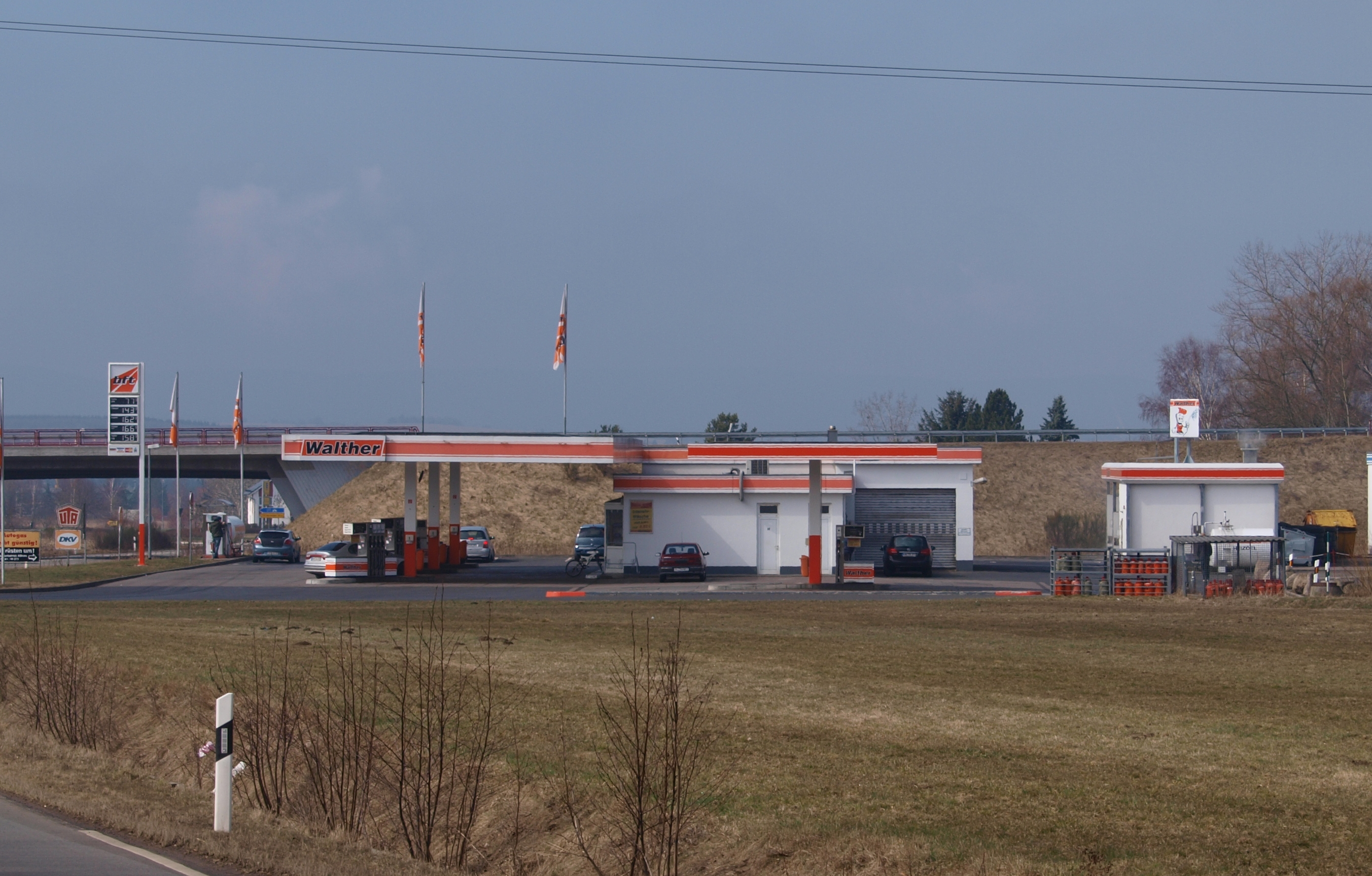
Walther-Tankstelle

Das Unternehmen betreibt ca. 80 eigene Tankstellen sowie zwei Autobahntankstellen (Stand 2016) in Bayern, Hessen, Thüringen und Baden-Württemberg. Diese sind in den Farben des Bundesverbandes freier Tankstellen gestaltet und diesem angeschlossen. Alle tragen den Zusatz „Walther“ und bieten die eigenen Treibstoffe und Mineralöle sowie auch Autogas und Flüssiggas an.